# Nipponaphera wallacei
Nipponaphera wallacei là một loài ốc biển, là động vật thân mềm chân bụng sống ở biển trong họ Cancellariidae.
The specific name wallacei is in honor of Mr. Martin Wallace, who collected type specimens.

## Phân bố
Nam Phi